# Dillingham
Dillingham est une ville d'Alaska aux États-Unis dans la Région de recensement de Dillingham. Selon l'estimation de 2016, il y avait 2 364 habitants.

## Géographie

### Situation
Elle est située sur l'extrémité nord de la baie Nushagak au nord de la Baie de Bristol, au confluent de la rivière Wood et de la rivière Nushagak, à 526 km d'Anchorage et à six heures de vol de Seattle.

### Démographie
| 1910 | 1920 | 1930 | 1940 | 1950 | 1960 |
| ---- | ---- | ---- | ---- | ---- | ---- |
| 165  | 182  | 85   | 278  | 577  | 424  |

| 1970 | 1980  | 1990  | 2000  | 2010  | - |
| ---- | ----- | ----- | ----- | ----- | - |
| 914  | 1 563 | 2 017 | 2 466 | 2 329 | - |

### Climat
La moyenne des températures va de 3 °C à 19 °C en juillet et de −16 °C à −1 °C en janvier.
| Mois                                  | jan.     | fév.     | mars     | avril    | mai      | juin    | jui.    | août    | sep.     | oct.            | nov.     | déc.     | année    |
| ------------------------------------- | -------- | -------- | -------- | -------- | -------- | ------- | ------- | ------- | -------- | --------------- | -------- | -------- | -------- |
| Température minimale moyenne (°C)     | −12,8    | −13,2    | −10,1    | −5,2     | 1,3      | 5,8     | 8,6     | 8,4     | 4,8      | −3,1            | −8,7     | −12,4    | −3,1     |
| Température moyenne (°C)              | −9,4     | −9,2     | −5,8     | −1,3     | 5,4      | 10,1    | 12,7    | 12,2    | 8,6      | 0,6             | −5,2     | −9,1     | 0,8      |
| Température maximale moyenne (°C)     | −6,1     | −5,3     | −1,6     | 2,6      | 9,4      | 14,4    | 16,7    | 15,9    | 12,3     | 4,2             | −1,8     | −5,9     | 4,6      |
| Record de froid (°C) date du record   | −47 1989 | −37 1999 | −34 1986 | −27 1985 | −12 1930 | −3 1963 | −1 1966 | −3 1956 | −12 1931 | −18 1985        | −32 1963 | −34 1957 | −47 1989 |
| Record de chaleur (°C) date du record | 12 1937  | 12 1936  | 16 1931  | 17 1938  | 25 1997  | 33 1953 | 31 1953 | 27 1923 | 23 1979  | 21 1935 et 1936 | 11 1936  | 11 1928  | 33 1953  |
| Précipitations (mm)                   | 40,6     | 32,5     | 38,4     | 27,2     | 36,3     | 42,7    | 67,1    | 99,8    | 81       | 58,7            | 49,5     | 47       | 620,8    |
| dont neige (cm)                       | 43       | 28       | 34       | 14       | 0,76     | 0       | 0       | 0       | 0,25     | 5,3             | 39       | 46       | 211      |

## Histoire
Les environs de Dillingham furent d'abord habités par les Eskimos et les Athabaskans, et devinrent des lieux d'échange avec les Russes quand ils établirent l'Alexandrovski Redoubt Post en 1818. Les populations locales, ainsi que celles des bords du Kuskokwim et du Golfe de Cook vécurent à proximité de ce comptoir. Cette communauté fut d'abord connue sous le nom de Nushagak quand, une mission russe orthodoxe s'y installa. En 1881, une station météo y fut érigée, et en 1884, la première conserverie de saumon de la Baie de Bristol a ouvert à l'est de l'emplacement actuel de Dillingham, suivie par d'autres pendant les années suivantes. La ville a été nommée en souvenir du sénateur Paul Dillingham en 1904.
En 1918-1919, une épidémie de grippe décima la population.
Dillingham n'est pas accessible par voie de terre, une route de 32 km la relie à Aleknagik, sinon les transports se font par air ou par voie fluviale.
Dillingham est une ville importante dans l'économie de la Baie de Bristol par la pêche et le traitement du poisson, conserveries et industries connexes. C'est aussi le centre du gouvernement tribal. Les habitants travaillent dans les services mais pratiquent aussi une économie de subsistance à base de chasse, de pêche et de cueillette. C'est aussi la porte d'entrée aux activités de tourisme écologique.